# 경주군 갑
경주군 갑은 대한민국의 옛 국회의원 선거구이다. 당시 경상북도 경주군의 일부 지역을 관할했다.

## 역사
제헌 국회의원 선거를 앞두고 경주군의 일부 지역을 관할하는 선거구로 신설되었다. 신설 당시 감포읍, 내동면, 양북면, 경주읍, 양남면, 외동면 지역을 관할했다.
1955년 9월, 경주군 경주읍·내동면·내남면 일부(탑리)·천북면 일부(황성리·동천리·용강리)가 경주시로 승격되었다. 이와 함께 경주군은 월성군으로 개칭되었다. 이에 제4대 국회의원 선거를 앞두고 경주시 선거구와 월성군 갑 선거구로 관할 지역이 분리되면서 폐지되었다.

## 역대 국회의원
| 선거   | 정당 | 정당               | 의원   |
| ------ | ---- | ------------------ | ------ |
| 1948년 |      | 대한독립촉성국민회 | 김철   |
| 1950년 |      | 무소속             | 안용대 |
| 1954년 |      | 무소속             | 김철   |

## 역대 선거 결과

### 대한민국 제헌 국회의원 선거
|  | 40.11% |

|  | 24.74% |

|  | 24.15% |

|  | 10.98% |

|  | 0% |

### 대한민국 제2대 국회의원 선거
|  | 31.51% |

|  | 18.63% |

|  | 10.87% |

|  | 7.00% |

|  | 6.90% |

|  | 6.19% |

|  | 4.63% |

|  | 4.50% |

|  | 4.35% |

|  | 2.55% |

|  | 2.13% |

|  | 0.67% |

### 대한민국 제3대 국회의원 선거
|  | 33.18% |

|  | 27.56% |

|  | 16.24% |

|  | 10.96% |

|  | 7.21% |

|  | 2.42% |

|  | 2.39% |

|  | 0% |